# U201 (潜水艦)
U-201は第二次世界大戦中のナチス・ドイツ海軍のVIIC型Uボートである。
U-201は1940年1月20日にキールにあるゲルマニア造船所で建造番号630として起工され、1940年12月7日に進水し、1941年1月25日にアーダルベルト・シュネー大尉の指揮の下、就役した。第1潜水隊群に所属し、U-201は北大西洋で9回の成功した哨戒を行い、最後の2回はギュンター・ローゼンベルク中尉の指揮の下で行われた。U-201は8つのウルフパックに参加した。
1943年2月17日、U-201はイギリス軍艦からの爆雷により、北大西洋で沈没した。49名の乗組員全員が死亡した。

## 艦歴

### 第1哨戒
1941年4月22日、U-201は第1哨戒のためキールを出港した。U-201は北海を横断する航路を通り、アイスランドとフェロー諸島を隔てる隙間を通過して大西洋に入った。U-201の初めての「獲物」は5月2日にアイスランドの南で撃沈したキャピュレットであった。キャピュレットは既にU-552の雷撃を受けていた。キャピュレットは真っ二つに折れ、火災が起こり放棄されていた。
グリーンランドの東へ移動して5月9日にU-201はグレグリアを撃沈し、同じ日にエンパイア・クラウドに損傷を与えた。
U-201は3隻のOB318船団の護衛船から5時間以上攻撃を受けた。合計99発の爆雷が投下され、U-201は大破したが、夜間に脱出した。燃料タンクが損傷したため哨戒を切り上げ、5月18日にU-201は占領中のフランスにあるロリアンに帰還した。

### 第2哨戒
U-201の2回目の急襲では大きな出来事は起こらなかった。第2哨戒は1941年6月8日に始まり、19日にブレストで終えた。(U-201のその後の哨戒はこのフランス大西洋側の港を拠点とした。)

### 第3哨戒
1941年8月14日、U-201はブレストから3回目の出撃を開始した。19日、大西洋中部でU-201はウルフパックに参加してOG71船団を攻撃した。U-201が一斉掃射した4本の魚雷は貨物船シスカルと船団指揮官とイギリス海軍兵員86名を輸送中の客船アギラに命中した。2隻とも沈没し、アギラの沈没で乗船していた168名のうち152名が死亡し、1名を除いた海軍軍人は全員死亡した。
U-201はOG71船団への一斉攻撃を続けた。25日にブレストに帰還する前、8月22日にアイルランド船クロンララを、23日にリスボンの北西でイギリス商船アルダーグローブとストークを撃沈した。

### 第4哨戒
U-201の成功は続いた。1941年9月14日にブレストを出港し、9月21日にルナ、リッサ、ラインラントの3隻を全て撃沈した。
9月27日、U-201はセルバンテスを撃沈した。この船にはシスカルの生存者4名が乗船していた。また同日、U-201は戦闘機カタパルト艦スプリングバンクを南アイルランドにあるケープ・クリア島の西南西約430海里(800km、490マイル)で撃破した。1本の魚雷がスプリングバンクとリードゲートの間を通過するところが目撃されたが、他の2本でスプリングバンクの命運は尽きた。
この哨戒での最後の獲物はマルガレータであり、ケープ・クリア島の南西で沈没した。
9月30日、U-201はブレストに帰還した。

### 第5哨戒
U-201は5回目の出撃で北大西洋の西へ入り49日間航海を続けたが、何も目標を発見できなかった。

### 第6哨戒
1942年3月24日、U--201は6回目にして最長の哨戒を開始した。ブレストを出港して大西洋を横断し、4月18日にU-201はノースカロライナ州のハッテラス岬の東約300海里(560km、350マイル)で中立国であるアルゼンチンの商船ヴィクトリアに損傷を与えた。乗組員は魚雷がヴィクトリアに命中したことに気付いたが、沈没しないため、船上にとどまることを決定した。U-201の乗組員は2本目の魚雷を発射して浮上したすぐ後、中立国の標識を発見した。その後ヴィクトリアの乗員全員が船を放棄した。U-201はこの過ちをBdU(Uボート司令部)に報告してこの海域を離れるよう指令を受け、移動した。
ランチYOG-38を曳航していたアメリカ掃海艇オウルはヴィクトリアの遭難信号を受信して修理を実施するため乗組員を派遣した。4月21日にヴィクトリアはニューヨークに到着し、多くの法的論争を経た後、修理されてアメリカ政府に接収され7月に復帰した。ヴィクトリアは戦争を生き延びた。
さらに4月21日にブリス、4月22日にサン・ジャシントとデリーヒーンの3隻がこの哨戒で海底に沈没した。
5月21日、U-201はブレストに帰還した。

### 第7哨戒
第7哨戒は総トン数の点では最も成功した。1942年6月7日にブレストを出港したU-201は北大西洋の東で活動して7月6日にアゾレス諸島のサンミゲル島の西90海里(170km、100マイル)でブルー・スター・ラインの定期船アビラ・スターを撃沈した。魚雷がアビラ・スターから降ろされた直後の救命ボートの下で爆発して残りの救命ボートが分離し、救助されるまで20日間海上で過ごし、もう1隻は行方不明となったため犠牲者が増加した。
7月12日、既にU-116の攻撃を受けていたもう1隻の獲物であるコルトゥナはマデイラ諸島の西約383海里(709km、441マイル)で沈没した。同日、シリスは雷撃と艦載砲100発を受け沈没した。
8月8日にブレストに帰還する前、U-201はさらに3隻の船を撃沈した。

### 第8哨戒
第8哨戒では南米沖で3隻の船を撃沈した。リバティ船ジョン・カーター・ローズは290海里(540km、330マイル)と32時間に及ぶ追跡の後、1942年10月8日にトリニダード島の東約620海里(1,150km、710マイル)で7本の魚雷を受けて沈没した。この撃沈にはU-202も関与していた。
もう1隻はフレンスブルクで、翌日スリナムから約500海里(930km、580マイル)で沈没した。生存者48名はユーゴスラヴィア商船に発見されたが、商船が護衛無しで大西洋を横断してダーバンに向かう可能性を知ると、フランス領ギアナとスリナムの間にあるマロニ川の河口に到着するまで彼らは救命ボートに留まることを選択した。

### 第9哨戒と喪失
1943年1月3日、U-201はブレストを出港し、カナダの東海岸へ向かった。タイフーン部隊の一員として護衛部隊B6に護衛されているONS165船団を攻撃中、U-201はニューファンドランド島の東北緯50度50分 西経40度50分 / 北緯50.833度 西経40.833度座標: 北緯50度50分 西経40度50分 / 北緯50.833度 西経40.833度地点でイギリス駆逐艦ヴァイカウントからの爆雷により沈没した。49名の男性全員が死亡した。U-201はニューファンドランド島の西で爆雷攻撃を受けた後に護衛部隊B6に参加していたイギリス駆逐艦フェイムに衝突されて1943年2月17日に沈没したと思われていたが、実際に沈没していたのはU-69であった。

### ウルフパック
U-201は8つのウルフパックに参加した。
- ヴェスト (1941年5月8日～13日)
- クルフュルスト (1941年6月16日～20日）
- ストルテベッカー (1941年11月5日～19日)
- ゴデッケ (1941年11月19日～25日)
- レッツテ・リッター (1941年11月25日～12月4日)
- ハイ (1942年7月3日～20日)
- ファルケ (1943年1月8日～19日)
- ハウデゲン (1943年1月19日～2月15日)

## 戦果一覧
| 日付          | 船名                     | 国籍         | 総トン数 (GRT) | 結果 | 位置                                                  | 船団    | 死者 |
| ------------- | ------------------------ | ------------ | -------------- | ---- | ----------------------------------------------------- | ------- | ---- |
| 1941年5月2日  | キャピュレット           | イギリス     | 8,190          | 沈没 | 北緯60度00分 西経16度00分 / 北緯60.000度 西経16.000度 | HX-121  | 9    |
| 1941年5月9日  | エンパイア・クラウド*    | イギリス     | 5,969          | 損傷 | 北緯61度00分 西経32度30分 / 北緯61.000度 西経32.500度 | OB 318  | 0    |
| 1941年5月9日  | グレグリア               | イギリス     | 5,802          | 沈没 | 北緯60度24分 西経32度37分 / 北緯60.400度 西経32.617度 | OB 318  | 0    |
| 1941年8月19日 | アギラ                   | イギリス     | 3,255          | 沈没 | 北緯49度23分 西経17度56分 / 北緯49.383度 西経17.933度 | OG 71   | 152  |
| 1941年8月19日 | シスカル                 | イギリス     | 1,809          | 沈没 | 北緯49度10分 西経17度40分 / 北緯49.167度 西経17.667度 | OG 71   | 13   |
| 1941年8月23日 | アルダーグローブ         | イギリス     | 1,974          | 沈没 | 北緯40度43分 西経11度39分 / 北緯40.717度 西経11.650度 | OG 71   | 1    |
| 1941年8月23日 | ストーク                 | イギリス     | 787            | 沈没 | 北緯40度43分 西経11度39分 / 北緯40.717度 西経11.650度 | OG 71   | 19   |
| 1941年9月21日 | リッサ                   | イギリス     | 1,511          | 沈没 | 北緯47度00分 西経22度00分 / 北緯47.000度 西経22.000度 | OG 74   | 26   |
| 1941年9月21日 | ラインラント             | イギリス     | 1,381          | 沈没 | 北緯47度00分 西経22度00分 / 北緯47.000度 西経22.000度 | OG 74   | 26   |
| 1941年9月21日 | ルナ                     | イギリス     | 1,575          | 沈没 | 北緯46度20分 西経22度23分 / 北緯46.333度 西経22.383度 | OG 74   | 14   |
| 1941年9月27日 | セルバンテス             | イギリス     | 1,810          | 沈没 | 北緯48度37分 西経20度01分 / 北緯48.617度 西経20.017度 | HG-73   | 8    |
| 1941年9月27日 | スプリングバンク         | イギリス海軍 | 5,155          | 沈没 | 北緯49度09分 西経20度10分 / 北緯49.150度 西経20.167度 | HG-73   | 32   |
| 1941年9月27日 | マルガレータ             | イギリス     | 3,103          | 沈没 | 北緯50度15分 西経17度27分 / 北緯50.250度 西経17.450度 | HG-73   | 0    |
| 1942年4月18日 | ヴィクトリア             | アルゼンチン | 7,417          | 損傷 | 北緯36度41分 西経68度48分 / 北緯36.683度 西経68.800度 |         | 0    |
| 1942年4月21日 | ブリス                   | ノルウェー   | 2,027          | 沈没 | 北緯33度35分 西経69度38分 / 北緯33.583度 西経69.633度 |         | 5    |
| 1942年4月22日 | デリーヒーン             | イギリス     | 7,217          | 沈没 | 北緯31度20分 西経70度35分 / 北緯31.333度 西経70.583度 |         | 0    |
| 1942年4月22日 | サン・ジャシント         | アメリカ     | 6,069          | 沈没 | 北緯31度10分 西経70度45分 / 北緯31.167度 西経70.750度 |         | 14   |
| 1942年7月6日  | アビラ・スター           | イギリス     | 14,443         | 沈没 | 北緯38度04分 西経22度48分 / 北緯38.067度 西経22.800度 |         | 84   |
| 1942年7月12日 | コルトゥナ               | イギリス     | 7,093          | 沈没 | 北緯32度45分 西経24度45分 / 北緯32.750度 西経24.750度 | OS-33   | 31   |
| 1942年7月12日 | シリス                   | イギリス     | 5,242          | 沈没 | 北緯31度20分 西経24度48分 / 北緯31.333度 西経24.800度 | OS-33   | 3    |
| 1942年7月13日 | シトニア                 | イギリス     | 6,723          | 沈没 | 北緯29度00分 西経25度00分 / 北緯29.000度 西経25.000度 | OS-33   | 7    |
| 1942年7月15日 | ブリティッシュ・ヨーマン | イギリス     | 6,990          | 沈没 | 北緯26度42分 西経24度20分 / 北緯26.700度 西経24.333度 |         | 43   |
| 1942年7月25日 | レアーティーズ           | イギリス海軍 | 545            | 沈没 | 北緯06度00分 西経14度17分 / 北緯6.000度 西経14.283度  |         | 19   |
| 1942年10月2日 | アルコア・トランスポート | アメリカ     | 2,084          | 沈没 | 北緯09度03分 西経60度10分 / 北緯9.050度 西経60.167度  |         | 6    |
| 1942年10月8日 | ジョン・カーター・ローズ | アメリカ     | 7,191          | 沈没 | 北緯10度27分 西経45度37分 / 北緯10.450度 西経45.617度 | TRIN-15 | 8    |
| 1942年10月9日 | フレンスブルク           | オランダ     | 6,421          | 沈没 | 北緯10度45分 西経46度48分 / 北緯10.750度 西経46.800度 |         | 0    |

*その後U-564によって沈没